# Henry Merzbach
Pour les articles homonymes, voir Merzbach.
Henry Merzbach (également Henryk Merzbach), né le 29 décembre 1837 à Varsovie (Pologne) et mort le 20 avril 1903 à Bruxelles (Belgique), est un journaliste, chroniqueur et poète polonais d'origine juive.

## Biographie
Henryk Merzbach naît des libraires-éditeurs de Varsovie Sigmund Merzbach (pl) et Helena Lesser (1812-1894), fille de Levi Lesser (pl). Il a trois sœurs, Clara (1835-1912), Caroline (1837-1896) et Rosalie (1841-).
Dans sa jeunesse, il prend part à l'insurrection de janvier (1861-1864), notamment en étant l'un des rédacteurs en chef du journal clandestin Prawda (pl). Après l'échec de cette révolte, il émigre en Belgique où, en plus d'écrire de la poésie, il travaille comme journaliste.